# Ulrich von Hutten (Politiker)
Ulrich Franz Christof Friedrich von Hutten zum Stolzenberg (* 2. Dezember 1827 in Steinbach bei Lohr am Main; † 29. Juli 1888 in Würzburg) war ein deutscher Offizier und Politiker. Er war bayerischer Generalmajor, Oberhofmeister und Abgeordneter des Kurhessischen Kommunallandtages.

## Leben
Ulrich Freiherr von Hutten entstammte dem fränkischen Adelsgeschlecht von Hutten. Sein Vater Ferdinand von Hutten (1793–1857) war bayerischer Rittmeister und Kammerherr des Großherzogs von Toskana. Seine Mutter war Auguste Elisabetha Maria Franziska Freiin von Hacke (1807–1888).
Ulrich stand im Diensten der bayerischen Armee und war später als Exempt bei der Leibgarde der Hartschiere. Anfang April 1857 wurde er als Oberleutnant vom 3. Artillerie-Regiment in das 2. Artillerie-Regiment versetzt. Ab 1857 gehörte er dem Hofstaat des Königs an und war Oberhofmeister und Kammerherr. 1868 erhielt er als Abgeordneter der Ritterschaft ein Mandat für den Kurhessischen Kommunallandtag des Regierungsbezirks Kassel. Er war hier in verschiedenen Ausschüssen tätig und blieb bis zum Jahre 1874 in dem Parlament. So war er Kapitular-Komtur und Schatzmeister des königlich-bayerischen St. Georg-Orden. 1876 wurde er zum Oberstleutnant befördert. Am 9. Dezember 1887 wurde er mit Wirkung zum 1. Januar 1888 unter Belassung seiner Titels als Oberhofmeister der Prinzessin Amalie von Bayern des Amtes als Oberhofmeister entbunden. Zum 1. Januar 1888 wurde er als Exempt „in den etatmäßigen Stand der [...] Leibgarde [...] versetzt“. Am 5. Juli 1888 wurde er als Generalmajor in den Ruhestand versetzt. Kurze Zeit später starb er.
Gemeinsam mit seinem Bruder Karl war er Besitzer der Güter Walchenfeld und Stöckach.
Am 7. April 1856 heiratete er in München Henriette von Brück (1836–1910), später Ehrendame des Königlich-bayerischen Theresien- und Dame des St. Elisabethenorden.

## Auszeichnungen (Auswahl)
Hutten war Träger mehrerer Auszeichnungen:
- Ritter des Hausritterordens vom Heiligen Georg (1859)[10]
- Komtur des Hausritterordens vom Heiligen Georg (1877)[11]
- Ritter II. Klasse des Militärverdienstordens
- Ritter des Wilhelmsordens (Kurfürstentum Hessen)
- Großkreuz des Ordens der Krone von Italien
- Eisernes Kreuz I. Klasse (Königreich Preußen)
- Komtur I. Klasse des Albrechts-Ordens (Königreich Sachsen)